# Paisaje (Jan Brueghel el Viejo y de Momper)
Paisaje es un óleo sobre tabla del pintor flamenco Joos de Momper.

## Historia
La obra se considera hoy una colaboración entre De Momper y Jan Brueghel el Viejo, y actualmente se encuentra en el Museo del Prado de Madrid (España).